# Jaque (semanario)
Jaque fue un influyente semanario uruguayo de periodismo de investigación y cultural fundado en 1983 por el político colorado Manuel Flores Silva.
En los últimos años de la dictadura cívico-militar, constituyó una tribuna de manifestación opositora. Ya desde su nombre se planteaba su intención de arrinconar al régimen autoritario.
Contó con la colaboración de valiosos periodistas en Uruguay y en otros países, como Ida Vitale, Claudio Invernizzi, Hugo García Robles, Hugo Achugar, Roberto Echavarren, Lisa Block de Behar, Carlos Maggi y Eduardo Milán. Era además característica la contratapa escrita por el padre del fundador, Manuel Flores Mora.
Cesa su publicación hacia 1988.